# Associatie van Nationale Olympische Comités
De Associatie van Nationale Olympische Comités (acroniem: ANOC) is een internationale organisatie waar alle door het IOC erkende Nationale Olympische Comités (NOC's) bij zijn aangesloten. De ANOC is onderverdeeld in vijf continentale associaties.

De missie van de ANOC is 
Represent the interests of the NOCs, stand for and explain their point of view in all matters relating to the Olympic Movement and especially the Olympic Games, for which the NOCs have the exclusive right to enter athletes.
 wat is te vertalen met "het behartigen van de belangen van de NOC's, de verdediging en uitleg van hun standpunten in alle zaken die samenhangen met de olympische beweging en in het bijzonder met de Olympische Spelen, waarvoor de NOC's het exclusieve recht hebben om sporters af te vaardigen."

## Geschiedenis
De ANOC is opgericht tijdens de elfde bijeenkomst van alle NOC's op 26 en 27 juni 1979 in San Juan (Puerto Rico). De eerste bijeenkomst had plaats van 30 september tot en met 2 oktober 1965. De eerste voorzitter was Mario Vázquez Raña.

## Activiteiten
De ANOC voert haar doelstelling uit door voorstellen in te dienen tijdens de olympische congressen en de jaarlijkse overleggen met het uitvoerend orgaan van het IOC en door vertegenwoordigd te zijn in permanente IOC-commissies en werkgroepen.
De ANOC houdt zich onder meer bezig met:
- het bewaken van het mondiale karakter van de Olympische Spelen (bijvoorbeeld via de Olympische tripartitecommissie
- het nemen van maatregelen die nodig zijn om het hoogste competitieniveau van de Spelen te waarborgen
- het toezien op een stabiel olympische programma, zonder de ontwikkelingen binnen de sporten regionaal en wereldwijd uit het oog te verliezen
- de omstandigheden waarin de spelers deelnemen aan de Spelen en de diverse ceremonies
- de accommodatie van de sporters in het olympisch dorp.
- het aantal, de werkomstandigheden en de accommodatie van de begeleiders van de atleten (officials, trainers, medisch personeel)
- de uitrusting van olympische delegaties (uniformen, sportkleding, shirts)

De ANOC ondersteunt ook de landen die mindere faciliteiten hebben middels het "Olympisch solidariteitsprogramma" via allerlei fondsen.
Bovendien verzorgt de instelling beurzen voor sporters, trainers en cursussen met als doel om de verschillen in de ongelijke ontwikkeling tussen NOC's te verkleinen en kansen te bieden aan het grote sportieve potentieel dat in de ontwikkelingslanden bestaat.
ANOC en de NOC's verspreiden hun kennis van het olympisch ideaal via de Nationale olympische academies en hun vertegenwoordigers tijdens internationale olympische academie-bijeenkomsten.
ANOC en de NOC's dragen bij aan de ontwikkeling van het programma "Sport for All" door verschillende nationale evenementen te sponsoren en deel te nemen aan de internationale "Sport for All"-congressen.